# Vysočany (Bor)
Vysočany (německy Weschekun) jsou vesnice, část města Bor v okrese Tachov v Plzeňském kraji. Nachází se asi 1,5 kilometru jihozápadně od Boru. Prochází zde silnice II/605. Vysočany leží v katastrálním území Vysočany u Boru o rozloze 7,84 km². V katastrálním území Vysočany u Boru leží i Muckov.

## Historie
První písemná zmínka o vesnici pochází z roku 1379.

## Obyvatelstvo
| Rok            | 1869 | 1880 | 1890 | 1900 | 1910 | 1921 | 1930 | 1950 | 1961 | 1970 | 1980 | 1991 | 2001 | 2011 | 2021 |
| -------------- | ---- | ---- | ---- | ---- | ---- | ---- | ---- | ---- | ---- | ---- | ---- | ---- | ---- | ---- | ---- |
| Počet obyvatel | 185  | 148  | 136  | 132  | 154  | 142  | 129  | 83   | 330  | 274  | 135  | 146  | 210  | 392  | 485  |
| Počet domů     | 36   | 26   | 27   | 26   | 26   | 26   | 27   | 23   | 23   | 41   | 27   | 37   | 36   | 39   | 39   |

## Obecní správa
Při sčítání lidu v letech 1850–1963 Vysočany byly samostatnou obcí v okrese Tachov. Od roku 1964 jsou částí města Bor v okrese Tachov. V letech 1850–1963 k obci patřil Muckov.